# Michael Horbach
Michael Horbach (1924 (Aachen) – 1986) (Marseille) pseudonime: Michael Donrath, T. S. Laurens, Roger Ravenna, Alex Torgau, Alexander Torgau a fost un jurnalist și scriitor german.
În 1986, Michael Horbach și-a asasinat soția Alexandra Cordes de 52 de ani, și-a tras un glonte în cap și a decedat după câteva zile.

## Opere
- Die verratenen Söhne, Hamburg 1957
- Bevor die Nacht begann, München [u.a.] 1960
- Gestern war der Jüngste Tag, München [u.a.] 1960
- Heimkehr nach Friedland, Bayreuth 1961 (sub numele Michael Donrath)
- Liebe in Babylon, Wien [u.a.] 1961
- Gute Nacht, weißer Mann, Bayreuth 1962 (sub numele Michael Donrath)
- Das Bild des Täters, Bayreuth 1964 (sub numele Michael Donrath)
- Wenige, München 1964
- Gespräch mit dem Mörder, Bayreuth 1965
- Nach zwanzig Jahren Treue, München 1966 (sub numele Michael Donrath)
- So weit die Liebe führt, Bergisch Gladbach 1967 (sub numele Alex Torgau)
- Arabische Nächte, Bergisch Gladbach 1968 (sub numele T. S. Laurens)
- Gesicht einer Generation, Freiburg [u.a.] 1968
- Das Lied des Regenvogels, München 1968 (sub numele Michael Donrath)
- Dr. Lesius, der Teufel, Bergisch Gladbach 1969 (sub numele Michael Donrath)
- Dr. Lesius, des Teufels Tyrann, Bergisch Gladbach 1969 (sub numele Michael Donrath)
- Die Verdammten der Liebe, Bergisch Gladbach 1969 (sub numele Alexander Torgau)
- Die Stunde der Lockvögel, Bayreuth 1970
- Sühne im All, Bayreuth 1970 (sub numele Michael Donrath)
- Die Titanen, München [u.a.] 1970
- Der Kampf um die letzten Tier-Paradiese in Afrika, München [u.a.] 1972
- Nächstes Jahr in Jerusalem, München [u.a.] 1973
- Die Kanzlerreise, Bern [u.a.] 1974
- Der Engel, der zur Hölle fuhr, Bayreuth 1976 (sub numele Roger Ravenna)
- Die Löwin, Bern [u.a.] 1976
- Allah ist groß, Bern [u.a.] 1977
- Das deutsche Herz, München 1978
- Laub vor dem Sturm, München 1980
- Der Gesang von Liebe und Haß, München 1981 (împreună cu Alexandra Cordes)
- Kommando Grabeskirche, München 1981
- Der gestohlene Traum, München 1982
- Auf deinen Lippen das Paradies, München 1983 (împreună cu Alexandra Cordes)
- Das Dach der Sterne, München 1983
- Eines Mannes Leben, München 1983
- Hitlers Tochter, Rastatt 1984
- Kaninchen am Potsdamer Platz, München 1984
- Mein Bruder Kain, München 1984
- Die schuldlos sühnen, München 1984
- Und doch nicht allein, München 1984
- Die gläserne Maske, München 1985
- Heimat, München [u.a.] 1985 (împreună cu Alexandra Cordes)
- Das Mädchen im Silbermond, München 1985
- Agentenroulett, München 1986
- Das Mädchen aus Feuer und Eis, Rastatt 1986
- Unternehmen Morgenröte, München 1986
- Wilde Hunde, München 1987

## Literatură
- Erich Schaake: Lieben und Sterben in der Provence, München 2005